# إلياس بندك
إلياس عيسى بندك مسيحي فلسطيني من بيت لحم، شغل منصب رئيس بلديّة بيت لحم في ثلاث فترات منفصلة من 1951-1952، 1953-1957 ومن 1962-1972.